# Shawn Buchanan
Shawn Buchanan (Vancouver, 6 juli 1982) is een Canadees professioneel pokerspeler. Hij won onder meer het $9.700 No Limit Hold'em - Championship Event van het World Poker Tour Mandalay Bay Poker Championship 2007 in Las Vegas (goed voor een hoofdprijs van $768.775,-) en de $5.000 8-Game Championships van het PokerStars Caribbean Adventure 2011 in het Atlantis Paradise Island-hotel (goed voor $68.290,-).
Buchanon won tot en met juni 2014 meer dan $5.600.000,- in pokertoernooien (cashgames niet meegerekend).

## Wapenfeiten
Buchanan begon met pokeren in 2001 en liet zich vanaf 2004 horen in de professionele pokerwereld. Op de World Series of Poker (WSOP) van dat jaar speelde hij zich ook voor het eerst in de prijzen, door 37e te worden in het  $3.000 No Limit Hold'em-toernooi. Het bleek het begin van een reeks die op de World Series of Poker 2011 leidde naar Buchanans twintigste WSOP-cash. Op de editie van 2008 zat hij daarin voor het eerst aan een finaletafel, toen hij als vierde eindigde in het 2.500 No Limit Hold'em-toernooi. Op de World Series of Poker 2010 miste hij op een haar na zijn eerste WSOP-titel. Buchanan werd toen tweede in het $25.000 No Limit Hold'em - Six Handed-toernooi, achter zijn landgenoot Dan Kelly. Buchanan werd op de World Series of Poker 2011 vervolgens nogmaals tweede. Deze keer was dat in het $10.000 H.O.R.S.E. Championship, achter de Fransman Fabrice Soulier. Later dat jaar verliet hij voor de derde keer de heads up van een WSOP-toernooi als verliezer toen hij tweede werd in het €10.400 No Limit Hold'em (Split Format)-evenement van de World Series of Poker Europe 2011, achter Michael Mizrachi.
Buchanan haalde in 2007 al wel zijn eerste titel op de World Poker Tour (WPT) binnen. Daarop was hij toen ook geen onbekende meer. In de 2,5 jaar voorafgaand aan zijn toernooiwinst, speelde hij zich op vier WPT-toernooien in het prijzengeld (samen voor meer dan $140.000,-). Ook na zijn zege bleef hij prijzen winnen op de World Poker Tour. Zo werd hij onder meer vierde in het $15.000 No Limit Hold'em - Main Event van de WPT World Poker Classic 2009 in Las Vegas (goed voor $333.302,- aan prijzengeld) en derde in het $25.000 No Limit Hold'em - Championship Event van het WPT Championship 2010 (goed voor $587.906,-).

## Online
Buchanan speelt vooral live, maar behaalde ook resultaat op het internet. Zo won hij in 2007 het $500 Pot Limit Omaha-toernooi van het World Championship of Online Poker, onder zijn gebruikelijke PokerStars-pseudoniem buck21.

## WSOP
| Jaar                       | Toernooi                                       | Prijs      |
| -------------------------- | ---------------------------------------------- | ---------- |
| World Series of Poker 2019 | $800 WSOP.com Online No Limit Hold'em 6-Handed | $223.119,- |